# Datorns historia
Datorns historia sträcker sig över den tid då människan konstruerat maskiner för att göra beräkningar och bearbeta data. Räknemaskiner har funnits i flera hundra år, men det var först på 1900-talet som de blev elektriska. Det vi kallar datorer omfattar egentligen många helt skilda koncept: dels utrustning avsedd att underlätta beräkningar (därav den engelska termen computer, som används på flera språk, resp. matematikmaskin), dels utrustning som hanterar stora mängder information, data, (därav det franska ordet ordinateur och svenska datamaskin, senare dator) och utrustning för att styra apparater med hjälp av logiska beslut (styrsystem). Beräkningar kan ske med analog dator som utför operationer på spänningar steglöst med hjälp av elektroniska komponenter, eller med digital dator, där ett tal representeras av en oftast decimal, hexadecimal, oktal eller binär kodning och beräkningen sker med diskreta spänningsnivåer som representerar siffervärden.

## Föregångare till elektroniska datorer samt stickspår

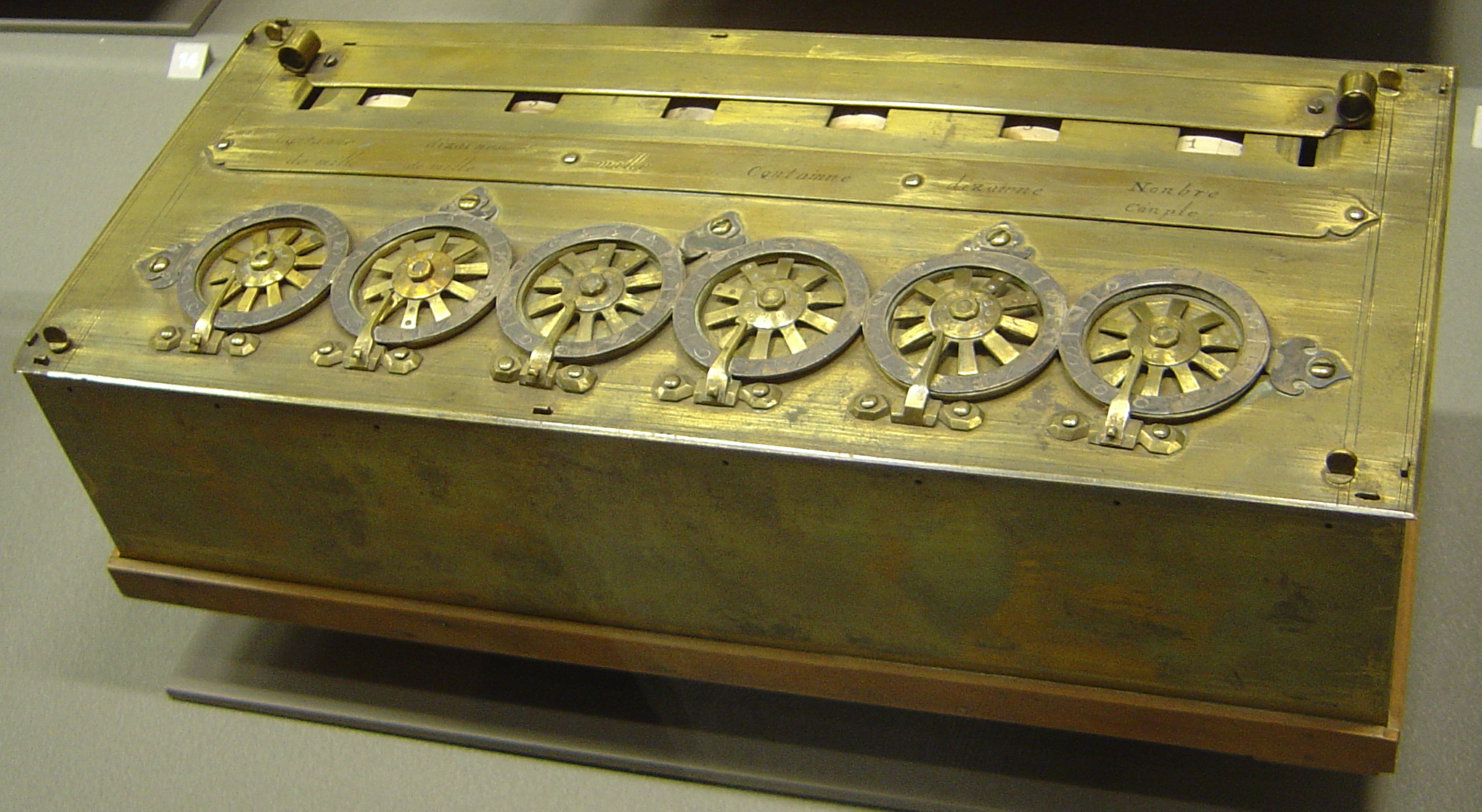
Blaise Pascals räknemaskin.

Kulram och räknesticka var tidiga hjälpmedel som människan skapade för att underlätta beräkningar, men dessa kan inte själva utföra någon beräkning och har så låg komplexitet att de inte kallas dator. Den första apparat som har kallats dator är antikytheramekanismen, en avancerad mekanisk konstruktion (kugghjul) använd i antika Grekland från första århundradet f.Kr., en analog dator för beräkning av alla synliga planeters lägen vid en viss tidpunkt.
Blaise Pascal uppfann 1642 den första mekaniska räknemaskinen, vilken kunde addera och subtrahera och kan ses som en föregångare till datorn. Tre decennier senare konstruerade Gottfried Wilhelm von Leibniz en maskin som dessutom klarade multiplikation och division.
På 1700-talet utvecklades hålkortet som användes till programstyrda vävmaskiner.

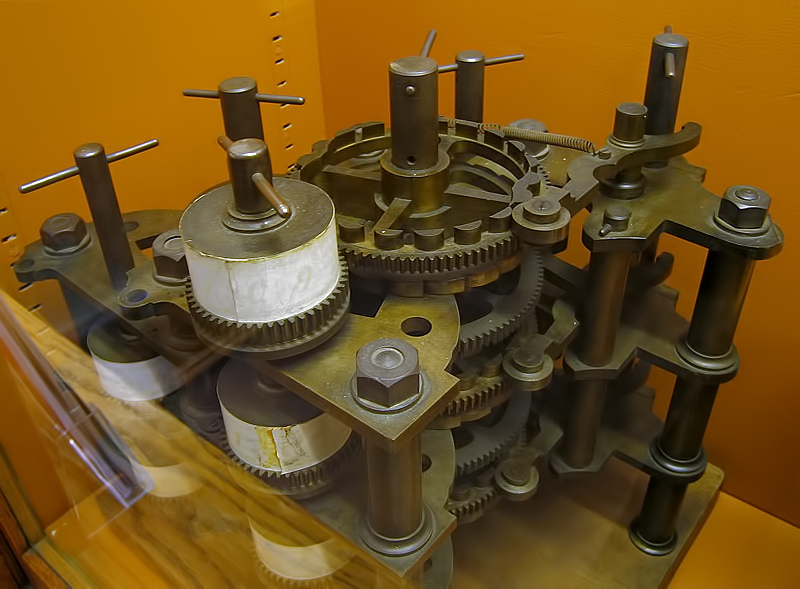
Additionskomponent av Charles Babbages differensmaskin, konstruerad efter hans död.

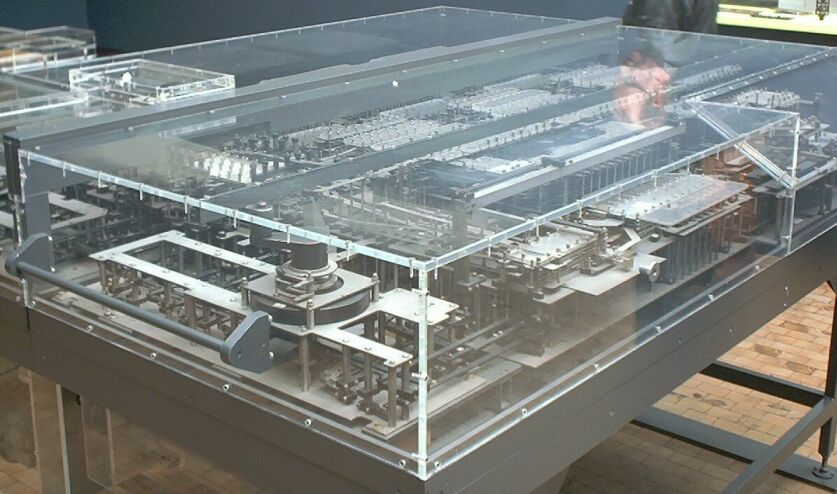
Rekonstruktion av Zuses Z1

Därefter stagnerade utvecklingen fram till 1820-talet, då Charles Babbage presenterade ritningarna till differensmaskinen, i princip en mekanisk dator vars program var förutbestämt av själva utformningen. Babbage uppfann därefter den analytiska maskinen 1834, en fullt programmerbar mekanisk dator med arbetsminne, processor, hålkortsläsare för inmatning samt utdataenheter för skrift och stansning av hålkort. Dock led konstruktionen av mekaniska problem och färdigställdes aldrig. Ada Lovelace skrev de första datorprogrammen för den analytiska maskinen, och programspråket "Ada" är namngett efter henne. 
Under emigrationen från Europa till USA under 1800-talet gjorde man vart tionde år folkräkningar som för vart decennium tog allt längre tid. För att förenkla folkräkningen i USA anordnades en tävling 1890 som gällde att konstruera en maskin som kunde underlätta arbetet. Herman Hollerith som byggt en hålkortsmaskin vann tävlingen och startade sedan Computer-Tabulating-Recording Company som 1924 bytte namn till International Business Machines Corporation, dvs. IBM.
Reläer hade sedan 1800-talet använts i styrsystem och grunderna för digitaltekniken började ta form och på 1930-talet kom runtom i världen, i Europa, USA och Japan, initiativ till mera avancerade tillämpningar än enbart binärt kombinerande av villkor och Claude Shannon, skrev 1937 om systematisk teori för digitalteknik med boolesk algebra och binär aritmetik.
Den analoga elektroniken hade utvecklats med förstärkare omkring elektronrör, och operationsförstärkaren användes av bland andra Bell Telephone Company på 1930-talet, en standardkrets som såldes som färdiga moduler från 1952 efter en idé av George Philbrick. Under 30-talet började man på allvar göra "matematikmaskiner", analoga datorer, som kunde utföra ganska avancerade beräkningar. Inom reglertekniken hade mekaniska lösningar funnits i hundratals år, men med elektronrör blev det praktiskt att förstärka felsignaler på ett kontrollerbart sätt för reglering av en process.
År 1944 skapade Howard Aiken vid Harvarduniversitet i USA den decimala datorn Harvard Mark I, inspirerad av Babbages verk, och använde Harvardarkitekturen.

### Konrad Zuses datorer
I början på 1930-talet ställdes den tyska ingenjörsstudenten och doktoranden Konrad Zuse inför komplexa beräkningssituationer med omfattande linjära ekvationssystem och började fundera på hur man kunde beräkna dem med en maskin, bättre än samtidens mekaniska räknemaskiner och räknestickor. Han började arbeta som ingenjör hos en flygplanstillverkare, men sade upp sig för att ägna sig åt datorprojektet på heltid och 1936–1938 färdigställde han den första elektromekaniska datorn, Z1, baserad på 20000 elektromagnetiska reläer. Den hade ALU (aritmetisk logisk enhet), kontrollenhet, arbetsminne på 64-ord av 22-bitars RAM-minne, inmatning skedde via tangentbord och hålremsa och utmatning på en liten display som visade svaren, de binära flyttalsresultaten, decimalt. Hastigheten var dock begränsad, 1 Hz klockfrekvens.
Zuse lär ha påverkats av teorin för Turingmaskinen. Z1 följdes av datorerna Z2, Z3 och Z4 i samarbete med Helmut Schreyer. Z3 från 1941 var den första tillförlitliga verkligt programstyrda datorn, med 9 instruktioner, och innehöll 2000 reläer, och kunde beräkna kvadratrot på 5 sekunder. 1937 designade dr Zuse en dator med von Neumann-arkitektur, efter att 1936 ha sökt patent på idén, men saknade resurser att bygga den. Även villkorliga hopp var en idé som han inte fick med i de tidiga maskinerna. De övervägde att bygga datorer med elektronrör och sökte anslag för projektet hos Luftwaffe som tyckte det var ett onödigt projekt ur deras militära synvinkel. En annan, dr Pannke, uttryckte att "allt som kan uppfinnas inom området beräkningsmaskiner är väl redan klart", tills han fick se Z1 och genast gav ett forskningsbidrag. Hans första arbetsgivare beställde två processtyrningsdatorer, världens första digitala, S1 och S2 (1942–1944), som gjorde beräkningar på flygplansvingar med hjälp av ett hundratal mätgivare. Under 1942–1946 designade Zuse även världens första högnivåspråk Plankalkül, med avsikt att kunna programmera sina maskiner. Han tog fram programstrukturer för olika tillämpningar, bland annat schackspel, och uttryckte att om 50 år ska en dator "kunna slå en schackvärldsmästare", vilket också skedde 1997 (Deep Blue versus Garry Kasparov).
Apparaterna förstördes till stor del 1944 när de allierade bombade Berlin under andra världskriget, och hans verk påverkade därför inte utformningen av senare datorer nämnvärt. Den halvfärdiga Z4 kom dock att räddas undan bombningarna och byggdes klart 1948. Högskolan ETH-Zürich beställde en vidareutvecklad version av Z4 som var klar 1950, trots att man i USA redan hade lyckats med elektronrörsbaserade datorer, vilket ändå blev en framgång för ETH och Zuse. Han fortsatte utvecklingen med reläer, elektronrör, transistorer och slutligen TTL-logik i Z43 från 1964 och sålde ca 250 datorer, innan företaget köptes upp av Siemens AG. Redan 1958 konstruerade han en parallelldator med 50 processorer, vilken dock inte kunde byggas praktiskt med den tidens teknik.

## Tidiga elektroniska datorer

### Atanasoffs ABC-computer
Doktoranden John Vincent Atanasoff behövde 1929 göra avancerade beräkningar och upplevde att tidens analoga datorer hade för stora begränsningar och funderade på digital approach, med binära beräkningar, som inte led av samma noggrannhetsproblem. 1937 skissade han upp en dator som skulle arbeta med binära beräkningar (alla då kända maskiner var decimala) och digitalt, bygga på elektronrör och skulle ha ett dynamiskt arbetsminne med kondensatorer (med "refresh" som i dagens PC-datorer). Han byggde tillsammans med Clifford Berry maskinen ABC-computer (Atanasoff-Berry Computer) under 1937–1941 med anslag från Iowa State University, med avsikt att kunna beräkna stora linjära ekvationssystem. Maskinen fungerade i det mesta, men led av sporadiska tekniska problem med det elektroniska sekundärminnet som Atanasoff uppfunnit för lagring av resultaten, nog för att hindra praktiskt bruk på universitetet. På grund av USA:s inträde i andra världskriget fick han lämna universitetet och värvades in i Amerikanska förenta staternas Flotta, US Navy innan det tekniska problemet med lagringen var löst, under löfte om att universitetet skulle hantera patentansökan och vidare utveckling, vilket dock inte skedde. När han återkom 1948 för att se maskinen var den sedan länge skrotad. Att patentansökan inte hanterats korrekt gjorde att andra kunde använda hans lösningar och dr Atanasoff tjänade aldrig några pengar på sin uppfinning. I ENIAC (se nedan) användes dock Atanasoffs idéer.

### Storbritannien: Bletchley Park och EDSAC
Alan Turing tog redan 1936 fram en omfattande teori för datorfunktionalitet, den hypotetiska Turingmaskinen, som dock inte byggdes. I artikeln Cumputer machinery and intelligence (1950), förutspådde han artificiell intelligens och introducerade Turingtestet, baserat på frågan "kan en maskin tänka?".

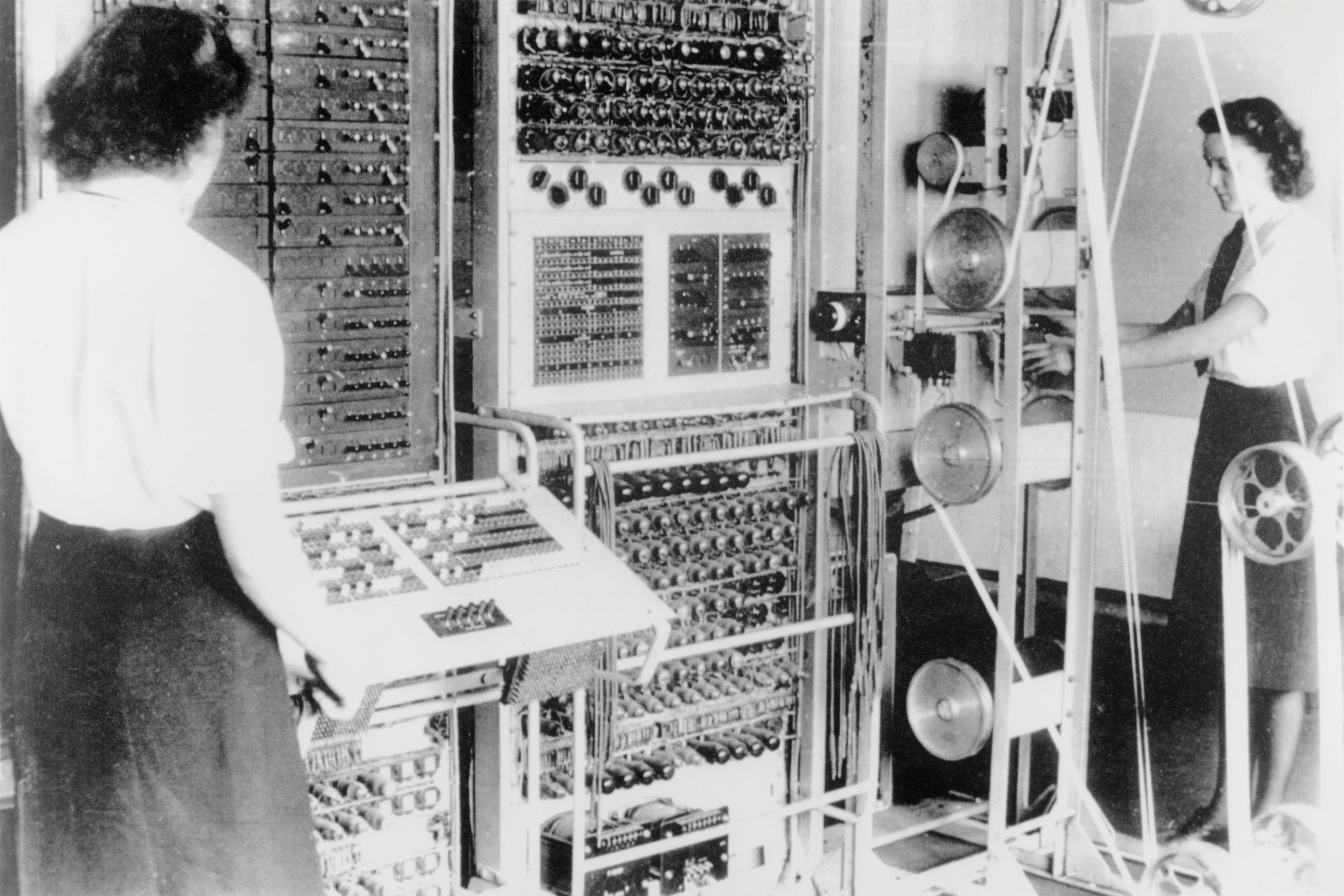
Colossus, 1943

Den brittiska regeringen lät under andra världskriget, under stor sekretess, bygga apparater för att avkoda Tysklands krypterade meddelanden, vid det så kallade Bletchley Park: Apparaten Bombe dechiffrerade enigmakryptering med hjälp av Alan Turings metoder, och den mer avancerade Colossus avkodade Tunny-meddelanden. Colossus har beskrivits som den första storskaliga elektroniska datorn och var i bruk 1943, men påverkade inte den övriga utvecklingen, eftersom den var sekretessbelagd i tre decennier. 
Vid Cambridge utvecklades istället datorn EDSAC som 1949 blev den första som lagrade program för reguljär användning.

### ENIAC

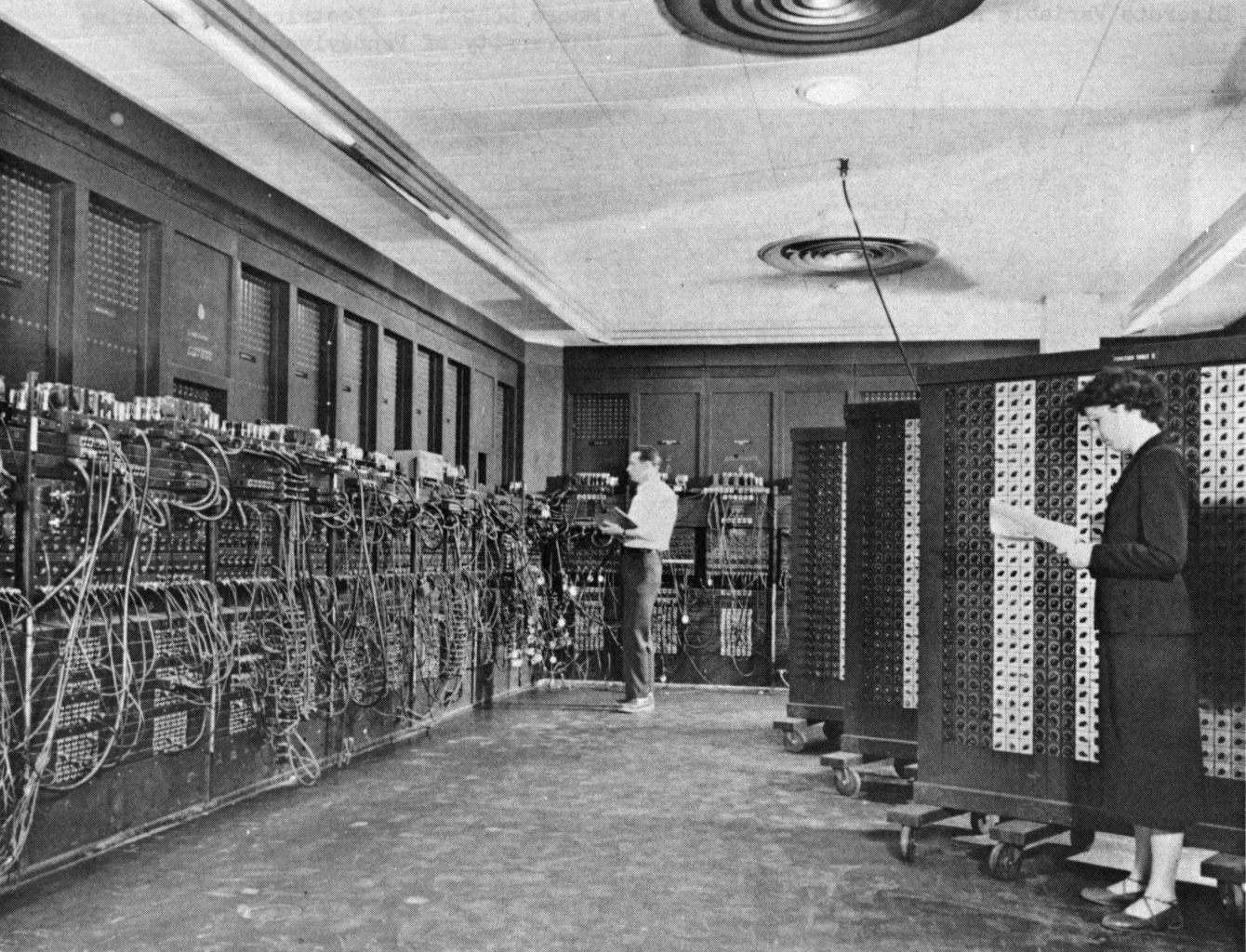
Eniac.

John Mauchley, en fysikprofessor vid University of Pennsylvania konstruerade tillsammans med doktoranden Presper Eckert den decimala datorn Eniac på uppdrag av den amerikanska armén för beräkning av projektilbanor. Mauchley hade redan fått bekanta sig väl med Atanasoffs ABC-computer, under en veckas besök hos denne i juni 1941, vilket han senare medgav i en rättsprocess som han förlorade. Eniac, som börjat byggas 1943, stod färdig först 1946, när kriget som den var byggd för var över. Datorn, som var baserad på elektronrör och reläer, skapade dock stort intresse inom forskarvärlden och utgjorde början på en explosionsartad utveckling, då Tyskland låg i ruiner efter kriget.

### von Neumann-arkitekturen
John von Neumann, som varit inblandad i Eniacprojektet, insåg att istället för att programmeras genom inställningar av reläer och kabeldragningar skulle datorprogram kunna lagras i datorns minne tillsammans med data, vilket han definierade 1945. Baserat på detta skapade han designen för IAS-maskinen, som byggdes 1952, och principen användes även i Maurice Wilkes dator Edsac 1949 och de svenska datorerna BESK, SARA och SMIL. Sedan dess har von Neumann-arkitekturen oftast varit den rådande principen för utformning av datorer. Harvardarkitekturen används emellertid ofta för att öka prestanda.

## Senare elektroniska datorer

### Transistorbaserade datorer
Den första generationens elektroniska datorer var baserade på vakuumrör, elektronrör. När John Bardeen, Walter Brattain och William Shockley vid Bell Labs uppfann transistorn 1948 (vilket de senare mottog Nobelpriset i fysik för) utgjorde detta grunden för den andra generationen.
Den första transistorbaserade datorn var TX-0, som utvecklades vid MITs Lincolnlaboratorium med inspiration från det tidigare MIT-projektet Whirlwind I från 1952. En av ingenjörerna vid laboratoriet, Kenneth Olsen, grundade DEC som 1961 började sälja PDP-1, en kommersiell minidator som liknade TX-0. PDP-1 konkurrerade främst med IBM 7090, en transistorbaserad dator från IBM, som börjat intressera sig för datorer allt mer efter att tidigare ha finansierat Aikens Mark I. PDP-1 hade visserligen bara hälften av prestanda jämfört med IBM 7090, men den kostade också mindre än en tiondel så mycket. Den blev dock en mindre succé och såldes bara i 50 exemplar. Efterföljaren PDP-8 som kom 1965 blev en jättesuccé och såldes i 50 000 exemplar.

### Integrerade kretsar
Nästa stora framsteg kom 1958, då Jack Kilby på Texas Instruments och Robert Noyce på Fairchild Semiconductor uppfann den integrerade kretsen, vilken medförde ännu effektivare miniatyrisering. Tekniker som tidigare hade använts både i elektronrörsdatorer och maskiner med diskreta transistorer, såsom RTL, DTL, ECL och i viss mån TTL, kom successivt som monolitiska integrerade kretsar från 1961. När Texas Instruments släppte sin version av TTL i 5400-serien (7400-serien) 1964 kom det definitiva genombrottet som satte en ny industristandard.

### Fleranvändardatorer
Denna era, som pågick fram till 1980-talets början dominerades av stordatorer som IBM System/360, den första standardiserade datorserien med maskiner i olika prestandaklasser. Kända IBM-datorer i mellanklass var IBM s/38, 36 resp. 34. Även DEC:s konkurrerande serier, såsom PDP-11, hade stora framgångar, återigen genom att många gånger vara något mindre kraftfull men betydligt billigare än motsvarande IBM-modell. Eclipse och VAX är andra exempel, på alla dessa stora datorer som betjänade hela organisationer, där användare anslöts via en terminalkonsol, som i sig inte hade mycket datorprocesskraft, utan bara tog emot den bearbetade informationen.

## VLSI, IBMPC och hemdatorerna

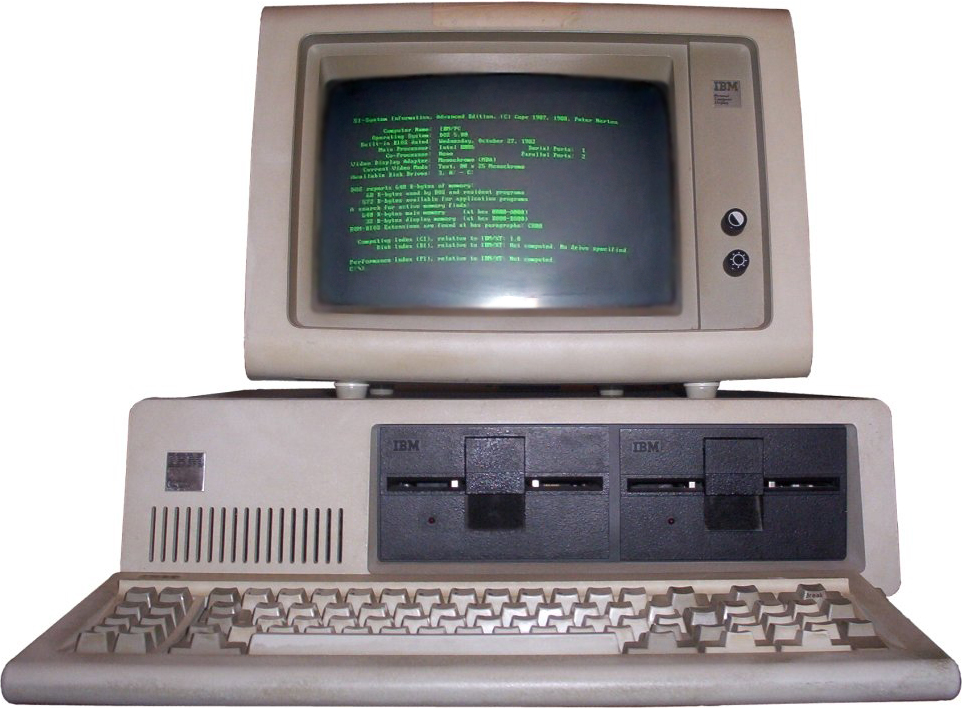
Den första IBM PC:n.

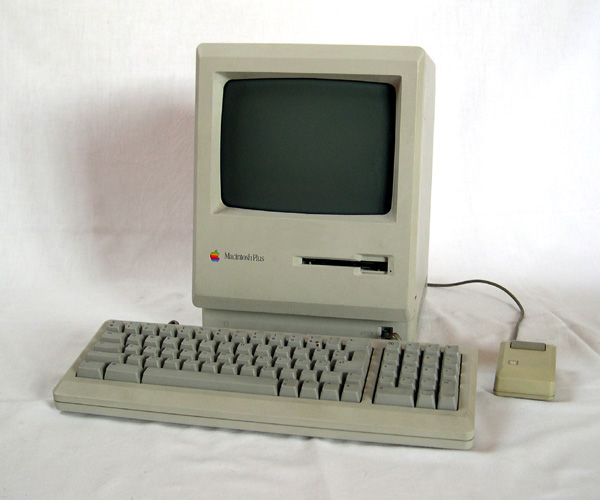
En typisk hemdator under sent 80-tal, Macintosh Plus.

Redan 1964 släppte Olivetti en bordsdator (persondator), Programma 101, den första apparat som användaren kunde bära med sig för bruk på olika platser, även hemma, och även programmera själv med små program som kunde lagras på magnetkort, jämte ett antal massproducerade program för kontorspersonal, ingenjörer och andra. Den var så kraftig trots sin storlek att det först misstänktes att den var dolt ansluten till en stordator. Detta var totalt revolutionerande under en tid då datorer annars bara kunde handhas av exklusiva specialister och sålde i 40 000 exemplar enbart i USA och banade väg för andra personliga datorer och hade fått ner datorns kostnad till under 5000 USD. HP 9100 byggde så mycket på Programma 101 att Hewlett-Packard fick betala royalty. Olivetti anses ha gjort en demokratisk revolution, eftersom datorkraften kunde komma alla människor till del, och alla kunde lära sig programmera. Mycket fokus på 1960-talet låg på beräkningsapparater, och Fairchild fick i uppdrag att ta fram en programmerbar styrenhet till en räknedosa, och utvecklingsteamet började ta fram en ny produkt som var en tidig mikroprocessor. Av olika skäl försenades leveransen, och kunden valde en annan lösning, Fairchilds ledning trodde inte på konceptet och utvecklingsteamet kunde inte arbeta kvar. Dessa grundade istället Intel, utvecklade färdigt den första generellt användbara mikroprocessorn på en monolitisk kiselbricka, 4-bitsprocessorn 4004, och blev världens mest framgångsrika företag inom digitala elektronikkomponenter.
Konstruerandet av den monolitiska mikroprocessorn 1971, gjorde att småföretag och hobbyelektroniker till en billig penning kunde skapa programmerbara datorer och ett antal mikrodatorer och enkortsdatorer kom på marknaden men användes främst av entusiaster och i elektroniska styrsystem. Altair 8800, ZX80, AIM-65 och Heathkit H8 var några enkla datorer från denna epok. Integreringstrenden fortsatte och vid 1980-talets början hade man nått vad som kallas VLSI (Very Large Scale Integration, "mycket storskalig integrering") med miljontals transistorer i en integrerad krets. Detta gjorde att kraftfulla processorer, minnen och gränssnittskretsar kunde massproduceras billigt. När datorkraften ökade och praktiska operativsystem och tillgång till högnivåspråk implementerades i systemen blev dessa grunden för en ny kategori datorer, persondatorerna, som dök upp på kontor. Dator med tillräckliga prestanda för praktiskt bruk började bli tillräckligt små för att användas privat och detta gav upphov till hemdatortrenden.
År 1977 släppte Commodore en 8-bitars dator (PET, "Personal Computer") och ungefär samtidigt släppte Apple sin Apple II och Tandy sin TRS-80, datorernas "treenighet". Strax efter kom den svenska ABC80 och Atari 400, kort efter att de lanserat sin spelkonsol med utbytbara spel Atari 2600. Ett otal andra fabrikat och modell släpptes i snabb takt och olika standarder förekom. Ett försök att standardisera programmeringen skedde med användning av det Unix-inspirerade diskoperativsystemet CP/M, som MS-DOS i mycket tog efter, vilket i princip skulle möjliggöra användning av samma program på alla datorer som hade samma processor, oavsett fabrikat. Vanliga mikroprocessorer var 8-bitsfamiljerna Intel 8080, Zilog Z80, 6502, Motorola 6800, Hitachi 6309, National Semiconductor SC/MP, av vilka vissa finns tillgängliga ännu för användning. Dessa gav sedan upphov dels till enchipsdatorerna, microcontrollers som Intel 8048, Intel 8051, Zilog Z8 och Motorola 68HC08, dels till 16-bitars processorer som Motorola 68000, Zilog Z8000 och Intel x86. Assemblern från de första mikroprocessorerna lever kvar till en del i 2000-talets PC-datorer och Apple Macintosh. Förutom assembler, användes ofta BASIC, Pascal och Forth för programmering av små datorer, inte sällan med en inbyggd tolk. Kompilering var ganska ovanligt, då sekundärminnen inte var så utvecklade; få hemdatorer hade diskettstation.
Under 1980-talet skedde en förändring i hur datorerna användes i hemmiljö; från att ha varit ett modernt nyttoverktyg utvecklades det då till att bli en underhållningsstation som användaren bland annat kunde spela datorspel på.

### PC
1981 släppte IBM persondatorn IBM PC med en öppen standard för instickskort och andra komponenter. Några veckor innan släpptes dock en annan PC-dator vid namn Sirius I och som var skapad av Chuck Peddle. IBM PC är dock den dator som blev känd och inom kort växte det fram en industri för tillverkning av vad man kallade IBM PC-kompatibla persondatorer. 1984 fick denna en konkurrent från Apple (Macintosh 128k) som hade ett för den tiden väldigt lättanvänt grafiskt gränssnitt som gav inspiration till många moderna operativsystem, medan de andra persondatorerna använde textbaserade operativsystem och grafik inuti applikationsprogrammen. I början var IBM PC inriktad för kontorsbruk, med tillbehör och programvara, och hade ett pris som även för småföretag blev exklusivt, och IBM PC/AT var en lyxdator i början, med 6 MHz processor, 256 kB RAM och hårddisk. Således fanns en marknad under många år för andra datortillverkare, såsom Commodore med CBM 8032, Commodore 64, Commodore 128 och Amiga 500, och i Sverige utvecklade Luxor AB ett flertal modeller av ABC800. Ett antal företag insåg att IBM PC hade satt en standard och genom tillgång till IBM:s publicerade tekniska specifikationer tillverkade de billigare PC-kompatibla maskiner som ofta hade bättre prestanda än IBM:s. Compaq som hade släppt en (nätt och jämnt) bärbar PC-dator blev omtalade då de 1986 gick före IBM teknologimässigt och lanserade en dator baserad på den nya Intel 80386. IBM:s respons på konkurrensen var att sluta sig och 1987 lansera IBM PS/2 med konfidentiell arkitektur, Micro Channel Architecture, men övriga valde att satsa all energi på efterföljare till PC, som på sätt och vis, med uppgradering av det mesta, lever ännu i PC-datorerna som används idag (2013). Under 1990-talet blev en enskild typiskt PC-dator så kraftfull att den kunde utföra arbeten som tidigare bara kunnat utföras effektivt i stordator, vilket tog en del av marknaden för arbetsstationer och terminaler, och möjliggjorde distribuerad databehandling. Likaså kunde en PC-dator fungera väl som server i lokala nätverk.
Uttrycket PC kommer från engelskans personal computer, "persondator". Uttrycket har använts i oförkortad form sedan 1960-talet, men förkortningen blev välkänd när IBM 1981 registrerade och marknadsförde varumärket IBM PC. Specifikationen för denna tidiga hemdator publicerades öppet, och IBM pc-kompatibla datorer blev vanliga. Dessa kom ofta att kallas för enbart PC, så att begreppet idag ofta syftar på en sorts dator vars delar är kompatibla med andra PC-datorer. En konkurrerande grupp är den så kallade Mac-familjen, som marknadsförs av företaget Apple. Macintosh-familjen är den enda konkurrent till PC-datorerna av betydelse på marknaden idag. Samtidigt har den mer generella betydelsen persondator bibehållits parallellt.